# Мидвил (Мисисипи)
Мидвил (енгл. Meadville) град је у америчкој савезној држави Мисисипи.

## Демографија
По попису из 2010. године број становника је 449, што је 70 (-13,5%) становника мање него 2000. године.
| Група             | 2000.       | 2010.       |
| Белци             | 430 (82,9%) | 354 (78,8%) |
| Афроамериканци    | 80 (15,4%)  | 88 (19,6%)  |
| Азијати           | 4 (0,8%)    | 0 (0,0%)    |
| Хиспаноамериканци | 3 (0,6%)    | 3 (0,7%)    |
| Укупно            | 519         | 449         |